# العشرة المبشرون بالجنة

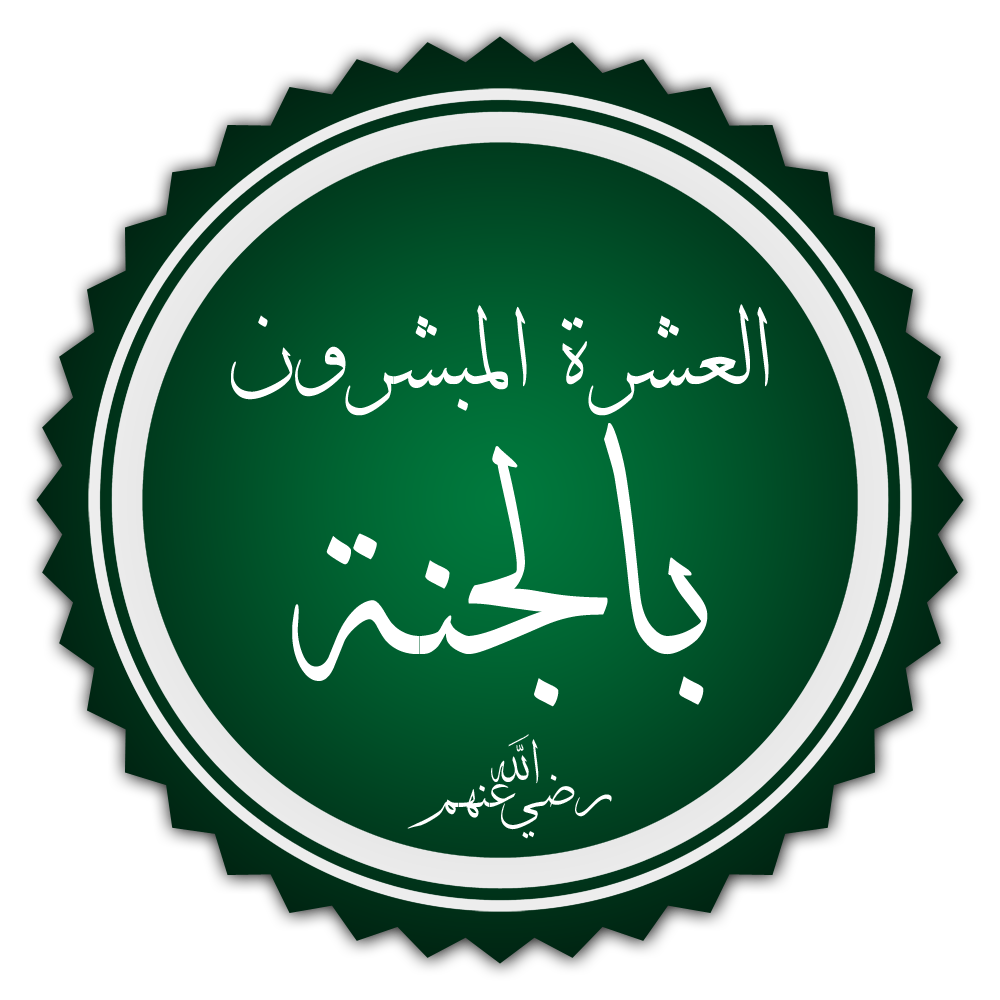
تخطيط العشرة المبشرون بالجنة.

ٱلعَشَرَةُ ٱلمُبَشَّرُونَ بِٱلْجَنَّةِ عَشَرةٌ من الصَّحابة، بشرهم الرسول محمد بالجنة بحسَب اعتقاد أهل السنة والجماعة، ذُكِروا في الحديث الذي رواه عبدُ الرحمن بْنُ عوف وسعيدُ بْنُ زيد عن النبي أنه قال: «أبو بكرٍ في الجنة، وعُمَرُ في الجنة، وعثمانُ في الجنة، وعليٌّ في الجنة، وطلحةُ في الجنة، والزُّبَير في الجنة، وعبدُ الرحمنِ بْنُ عوف في الجنة، وسَعْدُ بْنُ أبي وَقَّاص في الجنة، وسَعِيدُ بْنُ زَيْد في الجنة، وأبو عُبَيدةَ بْنُ الجَرَّاح في الجنة».
ومِن الصَّحابة غيرُهم مَن بُشّر بالجنّة كخَدِيجةَ بِنتِ خُوَيلد، وعبدِ الله بْنِ سَلَّام، وعُكَّاشةَ بْنِ مِحصَن، ولكنَّ مصطلح العشَرة المبشرين بالجنّة اشتَهر لأنّ تبشيرهم جاء في حديث واحد.

## العشرة المبشرون بالجنة
| رسم | اسم                                                | فترة حياته                                                           | مكان الدفن                                                           | مُلاحظات |
| --- | -------------------------------------------------- | -------------------------------------------------------------------- | -------------------------------------------------------------------- | --- |
|     | أبو بَكر الصّدِّيق عبد الله بن أبي قُحافة التَّيمي القُرَشيّ | (50 ق هـ - 13هـ / 573م - 634م)                                       | المسجد النبوي، إلى جانب الرسول محمد وعمر بن الخطاب، المدينة المنورة  | هو أولُ الخُلفاء الراشدين، وأول من أسلم من الرجال، وهو وزيرُ نبيّ الإسلام مُحمد وصاحبهُ، ورفيقهُ عند هجرته إلى المدينة المنورة. بويع أبو بكر بالخِلافة، فبدأ بإدارة شؤون الدولة الإسلامية من تعيين الولاة والقضاء وتسيير الجيوش، وارتدت كثير من القبائل العربية عن الإسلام، فأخذ يقاتلها ويُرسل الجيوش لمحاربتها حتى أخضع الجزيرة العربية بأكملها تحت الحُكم الإسلامي، ولما انتهت حروب الرِّدة، بدأ أبو بكر بتوجيه الجيوش الإسلامية لفتح العراق وبلاد الشَّام، ففتح مُعظم العراق وجزءاً كبيراً من أرض الشَّام.                                                                                                |
|     | أبو حفص عمر بن الخطاب العدوي القرشي                | (40 ق.هـ - 26 ذو الحجة 23 هـ / ما بين عاميّ 586 و590 - 7 نوفمبر 644م) | المسجد النبوي، إلى جانب الرسول محمد وأبي بكر الصديق، المدينة المنورة | هو ثاني الخلفاء الراشدين، أمير المؤمنين المُلقب بالفاروق، في عهده بلغ الإسلام مبلغًا عظيمًا، وتوسع نطاق الدولة الإسلامية حتى شمل كامل العراق ومصر وليبيا والشام وفارس وخراسان وشرق الأناضول وجنوب أرمينية وسجستان، والقدس، وبهذا استوعبت الدولة الإسلامية كامل أراضي الإمبراطورية الفارسية الساسانية وحوالي ثلثيّ أراضي الإمبراطورية البيزنطية. وهو مؤسس التقويم الهجري. |
|     | أبو عبد الله عثمان بن عفَّان الأموي القرشي           | (47 ق.هـ - 35 هـ / 576 - 656م)                                       | البقيع بالمدينة المنورة                                              | ثالث الخلفاء الراشدين، ومن السابقين إلى الإسلام. يكنى ذا النورين لأنه تزوج اثنتين من بنات نبي الإسلام محمد، وأول مهاجر إلى أرض الحبشة. بويع عثمان بالخلافة بعد الشورى التي تمت بعد وفاة عمر بن الخطاب، وقد استمرت خلافته نحو اثني عشر عاماً. تم في عهده جمع القرآن وعمل توسعة للمسجد الحرام وكذلك المسجد النبوي، وفتحت في أيام خلافته أرمينية وخراسان وكرمان وسجستان وإفريقية وقبرص. وقد أنشأ أول أسطول بحري إسلامي. في النصف الثاني من خلافته ظهرت أحداث الفتنة التي أدت إلى استشهاده. |
|     | أبو الحسن علي بن أبي طالب الهاشمي القُرشي           | (13 رجب 23 ق هـ/17 مارس 599م - 21 رمضان 40 هـ/ 27 يناير 661 م)       | قصر الإمارة، الكوفة (عند السنة)، النجف (عند الشيعة)                  | ابن عم الرسول محمد وصهره، من آل بيته، وزوج ابنته فاطمة، وهو رابع الخلفاء الراشدين، وهو ثاني أو ثالث الناس دخولا في الإسلام، وأوّل من أسلم من الصبيان. بويع بالخلافة سنة 35 هـ (656 م) بالمدينة المنورة، وحكم خمس سنوات وثلاث أشهر، ووقعت الكثير من المعارك بسبب الفتن التي تعد امتدادا لفتنة مقتل عثمان، أولها موقعة الجمل ثم موقعة صفين، كما خرج على علي جماعة عرفوا بالخوارج وهزمهم في النهروان، وظهرت جماعات تعاديه وتتبرأ من حكمه وسياسيته سموا بالنواصب ولعل أبرزهم الخوارج. واستشهد على يد عبد الرحمن بن ملجم في رمضان سنة 40 هـ 661 م.                                               |
|     | الزُّبَيْرُ بن العَوَّام القرشي الأسدي                     | (28 ق.هـ - 36 هـ / 594 - 656م)                                       | البصرة                                                               | ابن عمة نبي الإسلام محمد بن عبد الله، وأحد الثمانية السابقين إلى الإسلام، يُلقب بـ حواري رسول الله؛ لأن النبي قال عنه: «إِنَّ لِكُلِّ نَبِيٍّ حَوَارِيًا، وَحَوَارِيَّ الزُّبَيْرُ»، أوَّل من سلَّ سيفه في الإسلام، وهو أبو عبد الله بن الزبير الذي بُويع بالخلافة ولكن خلافته لم تمكث طويلًا، وزوج أسماء بنت أبي بكر المُلقّبة بذات النطاقين. شارك في جميع الغزوات في العصر النبوي، وشارك في فتح مصر، وجعله عمر بن الخطاب في الستة أصحاب الشورى الذين ذكرهم للخلافة بعده، وبعد مقتل عثمان بن عفان خرج إلى البصرة مطالبًا بالقصاص من قتلة عثمان فقَتَله عمرو بن جرموز في موقعة الجمل،                                            |
|     | طَلْحَة بن عُبَيْد اللّه التَّيمي القُرشي                    | (28 ق.هـ - 36 هـ / 594 - 656م)                                       | البصرة                                                               | هو أحد الثمانية السابقين الأولين إلى الإسلام، قال عنه الرسول محمد أنه شهيد يمشي على الأرض فقال: «من سره أن ينظر إلى شهيد يمشي على وجه الأرض فلينظر إلى طلحة بن عبيد الله». شارك في جميع الغزوات في العصر النبوي إلا غزوة بدر حيث كان بالشام، وكان ممن دافعوا عن الرسول محمد في غزوة أحد حتى شُلَّت يده، فظل كذلك إلى أن مات. وجعله عمر بن الخطاب في الستة أصحاب الشورى الذين ذكرهم للخلافة بعده، وبعد مقتل عثمان بن عفان خرج إلى البصرة مطالبًا بالقصاص من قتلة عثمان فقُتِلَ في موقعة الجمل. |
|     | عبد الرّحمن بن عوف القرشيّ الزهريّ                    | (43 ق هـ - 32 هـ / 580 - 656م)                                       | البقيع بالمدينة المنورة                                              | هو أحد الثمانية الذين سبقوا بالإسلام، كان اسمه في الجاهلية عبد عمرو، وقيل عبد الكعبة، فسماه النبي عبد الرحمن. شارك في جميع الغزوات في العصر النبوي، وأرسله النبي على سرية إلى دومة الجندل، وصلى النبي محمد وراءه في إحدى الغزوات، وكان عمر بن الخطاب يستشيره، وجعله عمر في الستة أصحاب الشورى الذين ذكرهم للخلافة بعده، وكان عبد الرحمن تاجرًا ثريًا وكريمًا. |
|     | سَعِيد بن زَيْد القرشي العدوي                          | (22 ق.هـ - 51 هـ / 600 - 671م)                                       | العقيق بالمدينة المنورة                                              | أحد السابقين الأولين إلى الإسلام، حيث أسلم بعد ثلاثة عشر رجلًا، كان أبوه زيد من الأحناف في الجاهلية؛ فلا يعبد إلا الله ولا يسجد للأصنام، وهو ابن عم عمر بن الخطاب، وأخته عاتكة بنت زيد زوجة عمر، وزوجته هي أخت عمر فاطمة بنت الخطاب والتي كانت سببًا في إسلام عمر بن الخطاب. شهد سعيد المشاهد كلها مع النبي إلا غزوة بدر، شهد معركة اليرموك، وحصار دمشق وفتحها، وولاه عليها أبو عبيدة بن الجراح، فكان أول من عمل نيابة دمشق من المسلمين. |
|     | سَعْد بن أَبي وقاص مَالِك القرشي الزهري                 | (23 ق هـ أو 27 ق هـ - 55 هـ / 595 أو 599 - 674م)                     | البقيع بالمدينة المنورة                                              | أحد الثمانية السابقين الأولين إلى الإسلام، وهو أوّل من رمى بسهمٍ في سبيل الله، وقال له النبي: «ارم فداك أبي وأمي»، وهو من أخوال النبي، شهد المشاهد كلها مع النبي، وكان من الرماة الماهرين، استعمله عمر بن الخطاب على الجيوش التي سَيَّرها لقتال الفرس، فانتصر عليهم في معركة القادسية، وأَرسل جيشًا لقتال الفرس بجلولاء فهزموهم، وهو الذي فتح مدائن كسرى بالعراق. فكان من قادة الفتح الإسلامي لفارس، وكان أول ولاة الكوفة، حيث قام بإنشائها بأمر من عمر سنة 17 هـ، وجعله عمر بن الخطاب في الستة أصحاب الشورى الذين ذكرهم للخلافة بعده، اعتزل سعد الفتنة بين علي ومعاوية، وكان آخر المهاجرين وفاةً. |
|     | أبو عبيدة عامر بن عبد الله بن الجراح الفهري القرشي | (40 ق هـ/584م - 18هـ/639م)                                           | غور الأردن                                                           | أحد الثمانية السابقين الأولين إلى الإسلام، لقَّبَهُ النّبيُّ محمدٌ بأمين الأمة حيث قال: «إن لكل أمّة أميناً، وإن أميننا أيتها الأمة: أبو عبيدة بن الجراح». شهد مع الرسول محمد غزوة بدر والمشاهد كلها، وكان أبو عبيدة أحد القادة الأربعة الذين عيَّنهم أبو بكر لفتح بلاد الشام، ولما ولي عمر بن الخطاب الخلافةَ عَزَلَ خالداً بنَ الوليد، واستعمل أبا عبيدة، وقد نجح أبو عبيدة في فتح دمشق وغيرِها من مُدُنِ الشامِ وقُراها. وفي عام 18هـ الموافق 639م توفي أبو عبيدة بسبب طاعون عمواس في غور الأردن ودُفن فيه. |

## طُرق وأسانيد حديث العشرة
تعددت طرق وأسانيد حديث العشرة المبشرين بالجنة في كتب الحديث عند أهل السنة والجماعة، أبرز أسانيد الحديث:
- رواه أبو داود في سننه:
  - من طريق حفص بن عمر النمري عن الحر بن الصياح عن عبد الرحمن بن الأخنس أنه كان في المسجد فذكر رجل عليًا فقام سعيد بن زيد فذكر الحديث
  - من رواية أبي كامل عن عبد الوحد بن زياد عن صدقة بن المثنى النخعي عن جده رياح بن الحارث ثم ذكر قصة فيها ذكر سعيد بن زيد للحديث
- رواه الترمذي من حديث صالح بن مسمار المروزي عن ابن أبي فديك عن موسى بن يعقوب عن عمر بن سعيد عن عبد الرحمن بن حميد عن أبيه أن سعيد بن زيد حدثه في نفر الحديث
- رواه النسائي في سننه الكبرى من رواية محمد بن أبان عن محمد بن إسماعيل بن أبي فديك ثم ذكر ذات طريق الترمذي.
- رواه ابن ماجه في سننه، باب في «فضائل أصحاب رسول الله صلى الله عليه وسلم»، فصل «فضائل العشرة رضي الله عنهم».
- أخرجه أحمد في مسنده مسند العشرة المبشرين بالجنة، مسند باقي العشرة المبشرين بالجنة، مسند سعيد بن زيد، حديث رقم 1587
- رواه ابن حبان:
  - من طريق أبو خليفة عن الحوضي (هو حفص بن عمر) عن شعبة عن الحر بن الصياح ثم ذكر ذات طريق أبو داود
  - من طريق محمد بن اسحاق بن إبراهيم مولى ثقيف عن قتيبة بن سعيد عن عبد العزيز بن محمد عن عبد الرحمن بن حميد بن عبد الرحمن عن أبيه عن عبد الرحمن بن عوف به وفيه ذكر أبو عبيدة بن الجراح.
- رواه الحاكم في المستدرك:
  - من حديث أبي بكر بن إسحاق عن علي بن عبد العزيز ومحمد بن غالب عن أبي حذيفة، ودعلج بن أحمد السجزي ببغداد عن عبد العزيز بن معاوية البصري عن أبي حذيفة عن سفيان عن منصور عن هلال بن يساف عن عبد الله بن ظالم عن سعيد بن زيد به وفيه ذكر ابن مسعود مع العشرة.
  - من طريق أبو علي الحافظ عن إبراهيم بن دحيم الدمشقي عن أبيه عن ابن أبي فديك.
- رواه ابن أبي عاصم في الآحاد والمثاني من طريق خليفة بن خياط عن قتيبة عن عبد العزيز بن محمد عن عبد الرحمن عن أبيه عبد الرحمن بن عوف وفيه ذكر أبو عبيدة بن الجراح.
- رواه أبو يعلى من طريق زهير عن قتيبة بن سعيد.
- رواه البزار من طريق حمزة بن عون المسعودي عن محمد بن القاسم الأسدي عن سفيان وشريك وابن عياش عن عاصم عن زر بن حبيش عن علي به.

## أحاديث مشابهة

شجرة نسب العشرة المبشرين بالجنة، ينتهي نسبهم جميعًا مع نسب النبي إلى فهر بن مالك.

وردت عدة أحاديث نبوية أخرى تبشر الصحابة العشرة بدخول الجنة بخلاف الحديث الجامع لأسماء العشرة المبشرين بالجنة، فروى البخاري في صحيحه عن أبي موسى الأشعري حديث يبشر فيه النبي محمد كلا من أبي بكر الصديق وعمر بن الخطاب وعثمان بن عفان بالجنة، فعن أبي موسى: «أنه توضأ في بيته ثم خرج فقلت لألزمن رسول الله ﷺ ولأكونن معه يومي هذا قال فجاء المسجد فسأل عن النبي ﷺ فقالوا خرج ووجه ها هنا فخرجت على إثره أسأل عنه حتى دخل بئر أريس فجلست عند الباب وبابها من جريد حتى قضى رسول الله ﷺ حاجته فتوضأ فقمت إليه فإذا هو جالس على بئر أريس وتوسط قفها وكشف عن ساقيه ودلاهما في البئر فسلمت عليه ثم انصرفت فجلست عند الباب فقلت لأكونن بواب رسول الله ﷺ اليوم فجاء أبو بكر فدفع الباب فقلت من هذا فقال أبو بكر فقلت على رسلك ثم ذهبت فقلت يا رسول الله هذا أبو بكر يستأذن فقال ائذن له وبشره بالجنة فأقبلت حتى قلت لأبي بكر ادخل ورسول الله ﷺ يبشرك بالجنة فدخل أبو بكر فجلس عن يمين رسول الله ﷺ معه في القف ودلى رجليه في البئر كما صنع النبي ﷺ وكشف عن ساقيه ثم رجعت فجلست وقد تركت أخي يتوضأ ويلحقني فقلت إن يرد الله بفلان خيرا يريد أخاه يأت به فإذا إنسان يحرك الباب فقلت من هذا فقال عمر بن الخطاب فقلت على رسلك ثم جئت إلى رسول الله ﷺ فسلمت عليه فقلت هذا عمر بن الخطاب يستأذن فقال ائذن له وبشره بالجنة فجئت فقلت ادخل وبشرك رسول الله ﷺ بالجنة فدخل فجلس مع رسول الله ﷺ في القف عن يساره ودلى رجليه في البئر ثم رجعت فجلست فقلت إن يرد الله بفلان خيرا يأت به فجاء إنسان يحرك الباب فقلت من هذا فقال عثمان بن عفان فقلت على رسلك فجئت إلى رسول الله ﷺ فأخبرته فقال ائذن له وبشره بالجنة على بلوى تصيبه فجئته فقلت له ادخل وبشرك رسول الله ﷺ بالجنة على بلوى تصيبك فدخل فوجد القف قد ملئ فجلس وجاهه من الشق الآخر.»، وروى ابن عساكر بإسناده حديث يبشر الخلفاء الراشدين الأربعة بالجنة، فعن عبد الله بن مسعود عن النبي أنه قال: «القائم بعدي في الجنة، والذي يقوم بعده في الجنة، والثالث والرابع في الجنة.»،

## المبشرون بالجنة من غير العشرة
يُثبت أهل السنة والجماعة أنَّ النبي بَشَّرَ كثيراً من الصحابة بالجنة من غير العشرة، فبشّر أفراداً بأسمائهم، وبشّر جماعات بكاملها، فالأفراد كخديجة بنت خويلد، وعبد الله بن سلام، وعكاشة بن محصن وثابت بن قيس بن شماس وعبد الله بن مسعود، والحسن والحسين وغيرهم ممن لم تُذكر أسماؤهم، كما جاء في الحديث: «أنَّ أعْرَابِيًّا أتَى النبيَّ صَلَّى اللهُ عليه وسلَّمَ، فَقالَ: دُلَّنِي علَى عَمَلٍ إذَا عَمِلْتُهُ دَخَلْتُ الجَنَّةَ، قالَ: تَعْبُدُ اللَّهَ لا تُشْرِكُ به شيئًا، وتُقِيمُ الصَّلَاةَ المَكْتُوبَةَ، وتُؤَدِّي الزَّكَاةَ المَفْرُوضَةَ، وتَصُومُ رَمَضَانَ قالَ: والذي نَفْسِي بيَدِهِ لا أزِيدُ علَى هذا، فَلَمَّا ولَّى، قالَ النبيُّ صَلَّى اللهُ عليه وسلَّمَ: مَن سَرَّهُ أنْ يَنْظُرَ إلى رَجُلٍ مِن أهْلِ الجَنَّةِ، فَلْيَنْظُرْ إلى هذا». والجماعات كأهل بيعة الرضوان تحت الشجرة، وأهل غزوة بدر، وقد حضر غزوة بدر ثلاثمائة وبضعة عشر صحابيًا، وحضر الحديبية ألفٌ وأربعمائة صحابي، وقيل ألف وخمسمائة.

## وجهة نظر أهل السنة والجماعة
يعتقد أهل السنة والجماعة بثبوت تبشير العشرة بالجنة، وكان بعض التابعين يجزمون بتواتر روايات التبشير بالجنة، يقول الشَّعْبِيُّ: «أَدْرَكْتُ خَمْسَ مِائَةٍ مِنْ أَصْحَابِ النَّبِيِّ ﷺ، كُلُّهُمْ يَقُولُ: عُثْمَانُ وَعَلِيٌّ وَطَلْحَةُ وَالزُّبَيْرُ فِي الْجَنَّةِ.». قال ابن قدامة: «نَشهَدُ لِلعَشَرةِ بالجَنَّةِ كَما شَهِدَ لَهمُ النَّبيُّ ﷺ». وقال ابن عثيمين: «المُعيَّنُونَ مِن أهلِ الجَنَّةِ كَثيرُون، ومِنهم: العَشَرةُ المُبَشَّرُونَ بالجَنَّةِ، وخُصُّوا بهذا الوصفِ؛ لِأنَّ النَّبيَّ صلَّى اللهُ عليه وسلَّم جَمعَهم في حَديثٍ واحِدٍ». وقال القاضي عياض: «إعلامٌ مِنَ النَّبيِّ عليه الصَّلاةُ والسَّلامُ بأنَّ أبا بَكرٍ وعُمرَ وعُثمانَ مِن أهلِ الجَنَّةِ، والقَطعُ لَهم بمِثلِ ما أعلَمَنا بمَعنى ذَلِكَ». وقال الطحاوي في العقيدة الطحاوية:
| العشرة المبشرون بالجنة | وأن العشرة الذين سماهم رسول الله -صلى الله عليه وعلى آله وسلم- وبشرهم بالجنة نشهد لهم بالجنة على ما شهد لهم رسول الله -صلى الله عليه وعلى آله وسلم- وقوله الحق: وهم أبو بكر، وعمر وعثمان وعلي وطلحة، والزبير وسعد وسعيد، وعبد الرحمن بن عوف، وأبو عبيدة بن الجراح، وهو أمين هذه الأمة -رضي الله عنهم- أجمعين | العشرة المبشرون بالجنة |

## وجهة نظر الشيعة
يعتقد الشيعة الاثنا عشرية ببطلان حديث العشرة المبشرين بالجنة ويعدونه من الأحاديث الموضوعة. ويستدل الشيعة بما رواه البخاري ومسلم في صحيحيهما -واللفظ للبخاري- عن سعد بن أبي وقاص قال: ما سمعت النبي يقول لأحد يمشي على الأرض إنه من أهل الجنة، إلا لعبد الله بن سلام. ورواها مسلم : ما سمعت النبي صلى الله عليه وسلم يقول لحي يمشي على الأرض .... إلخ  وكما يبغض الشيعة طلحة والزبير بدعوى أنهما قاتلا علياً. وروى الشيخ المفيد أحد علماء الشيعة: «عن أبي جعفر محمد بن علي أن أمير المؤمنين واقف طلحة والزبير في يوم الجمل وخاطبهما، فقال في كلامه لهما: لقد علم المستحفظون من آل محمد - وفي حديث آخر: من أصحاب عائشة ابنة أبي بكر وها هي ذه فاسألوها أن أصحاب الجمل ملعونون على لسان النبي ، وقد خاب من افترى. فقال له طلحة: سبحان الله! تزعم أنا ملعونون وقد قال رسول الله : عشرة من أصحابي في الجنة. فقال أمير المؤمنين : هذا حديث سعيد بن زيد بن نفيل في ولاية عثمان، ثم قال: سموا لي العشرة؟ فسموا تسعة وأمسكوا عن واحد. فقال لهم: فمن العاشر؟ قالوا: أنت. قال: الله أكبر، أما أنتم فقد شهدتم لي أني من أهل الجنة وأنا بما قلتم من الكافرين، والذي فلق الحبة وبرأ النسمة لعهد النبي الأمي  إلي: أن في جهنم جباً فيه ستة من الأولين وستة من الآخرين، على رأس ذلك الجب صخرة إذا أراد الله تعالى أن يسعر جهنم على أهلها أمر بتلك الصخرة فرفعت، إن فيهم - أو معهم - لنفرا ممن ذكرتم، وإلا فأظفركم الله بي، وإلا فأظفرني الله بكما وقتلتكما بمن قتلتما من شيعتي».

## في الشعر
- قال البوصيري في «القصيدة المضرية في مدح خير البرية»:[44]

- وقال ابن حجر العسقلاني:[45]

### هوامش
1. ↑  رواه الترمذي في سننه عن عبد الرحمن بن عوف، رقم: 3680.، ورواه ابن حجر العسقلاني في كتابه تخريج مشكاة المصابيح، عن عبد الرحمن بن عوف، ج5، ص436، ورواه السيوطي في كتابه الجامع الصغير، رقم: 73، عن عبد الرحمن بن عوف وسعيد بن زيد، وقال عنه: صحيح، رواه أحمد بن حنبل في مسنده عن عبد الرحمن بن عوف، ج3، ص136، وصححه أحمد شاكر، ورواه النسائي في كتابه السنن الكبرى عن عبد الرحمن بن عوف وسعيد بن زيد، رقم:8193، و8194.